# Lufengpithecus
Il Lufengpithecus è un genere estinto di primati della sottofamiglia delle Ponginae, ritrovato negli anni 1970 nei depositi di lignite risalenti al Miocene nei pressi di Shihuiba, una località della contea di Lufeng, nella provincia dello Yunnan in Cina.

## Specie
Sono note quattro specie: 
- Lufengpithecus lufengensis
- Lufengpithecus yuanmouensis
- Lufengpithecus keiyuanensis
- Lufengpithecus chiangmuanensis.

## Ritrovamenti
Il Lufengpithecus lufengensis è un primate fossile ritrovato negli anni 1970 nei depositi di lignite risalenti al Miocene nei pressi di Shihuiba, una località della contea di Lufeng, nella provincia dello Yunnan in Cina. Inizialmente si pensò che i fossili rappresentassero due specie distinte, il Sivapithecus yunnanensis ritenuto un antenato del Pongo (orangutan), e il Ramapithecus lufengensis ritenuto invece un antenato umano. Dopo che negli anni 1980 i fossili di Ramapithecus furono attribuiti a femmine di Sivapithecus, fu creata la nuova specie di Lufengpithecus lufengensis per classificare i numerosi ritrovamenti di umanoidi fossili scoperti nella zona di Lufeng. La specie era caratterizzata da un elevato grado di dimorfismo sessuale, paragonabile a quello delle scimmie Cercopithecinae. I reperti di Shihuiba includono una serie completa di crani fracassati di maschi e femmine.
Negli anni 1980 e 1990 fossili simili furono ritrovati anche in numerose località della contea di Yuanmou, sempre nello Yunnan e furono attribuiti alla nuova specie di L. yuanmouensis. I reperti includono denti, frammenti di mascella e mandibola, lo scheletro facciale di un giovane di età paragonabile a quella del bambino di Taung, l'australopithecus del Sudafrica.
I reperti ritrovati negli anni 1950 nelle miniere di carbone dello Yunnan e precedentemente attribuiti al Dryopithecus keiyuanensis furono di conseguenza assegnati al L. keiyuanensis.
Un singolo frammento di mandibola con i denti P4 e M1 rinvenuto nel sito di Longgupo nella provincia di Sichuan, in Cina, originalmente assegnato al genere Homo, fu ritenuto simile al Lufengpithecus, suggerendo che questo genere sia sopravvissuto in questa regione fino a due milioni di anni fa, probabilmente in sovrapposizione sia al Gigantopithecus che all'antico Pongo. Come il Sivapithecus, il Lufengpithecus ha lo smalto dei molari molto spesso e canini piuttosto lunghi, specialmente nelle femmine. Il terzo premolare inferiore mostra a volte la presenza di una seconda cuspide, indicando una possibile diversificazione dal ruolo principale di denti da taglio come nelle altre scimmie.
Una specie che sembra essere collegata, è stata recentemente scoperta in Thailandia e assegnata al Khoratpithecus chiangmuanensis. Questa è per ora conosciuta solo per i denti, che sembrano di tipologia intermedia tra quelli del Sivapithecus e i moderni orangutan. Data la loro età di dieci milioni di anni, questi fossili potrebbero rappresentare degli antenati del Pongo.
Nel 2004, la mandibola e alcuni denti di Khoratpithecus piriyai, datati tra 9 e 7 milioni di anni, sono stati descritti come appartenenti a un potenziale antenato dell'orangutan.